# Erna Steffens
Erna Steffens  (* 7. Januar 1903 in Hamburg; † 31. Januar 1991 in Itzehoe) war eine Politikerin der SPD und Mitglied der Hamburgischen Bürgerschaft.

## Leben
Nach dem Zweiten Weltkrieg schloss sich Erna Steffens der wieder gegründeten SPD an und gehörte für diese ab Oktober 1946 der ersten demokratischen Bürgerschaft nach über 14 Jahren an. Diesen Sitz behielt sie bis zum Ende der Wahlperiode 1949. Als Beruf gab sie Kartonkleberin an.